# Afrikaans
Afrikaans eller (meget sjældent) boersprog[kilde mangler] (fordi det oprindeligt blev talt af boerne) er et vestgermansk sprog, udviklet fra det nederlandske sprog, der blev talt af bønder i 1600-tallets Nederland.
Det har optaget låneord fra bl.a. engelsk, fransk, tysk, samt malajisk og andre afrikanske sprog, dog er anslået mindst 95% af ordforrådet stadig af nederlandsk oprindelse.
Der findes fortsat forskere, som mener at afrikaans er en politisk motiveret formalisering af nederlandsk i Sydafrika.
Frem til 1983 blev nederlandsk beskrevet som synonym med afrikaans i den Sydafrikanske grundlov.
Om afrikaans er en nederlandsk dialekt eller et selvstændigt sprog har været en diskussion i lang tid. De nederlandske og afrikaanse sproglige råd arbejder tæt sammen.

## Udbredelse
Sproget tales i store dele af det sydlige Afrika, ikke alene af efterkommerne af de nederlandske kolonister (afrikaanerne), men især også af de såkaldte 'farvede' (af blandet race), samt sorte afrikanere.
Det anslås, at sproget tales af 16 millioner personer, enten som modersmål eller sekundært tillært sprog.
Afrikaans er modersmålet for ca. 60% af de hvide Sydafrikanere og ca. 75% af de farvede, i alt af ca. 6 mio. hovedsageligt i de to vestlige Kapprovinser i Sydafrika og de to sydlige provinser i Namibia. Afrikaans er et af Sydafrikas officielle sprog.

## Ordforråd
Det afrikaanse ordforråd minder stærkt om det nederlandske.
Nederlandstalende kan med ringe besvær læse afrikaans og vice versa.
Afrikaans har samtidigt bevaret et antal 17- og 18-hundredtals nederlandske ord, som ikke længere er gængse på moderne nederlandsk.